# Lublin R.XIII
Lublin R.XIII – polski samolot towarzyszący marki Lublin z okresu przed II wojną światową.

## Historia
Samolot zaprojektował inż. Jerzy Rudlicki w 1930 r. Początkowo prowadzono prace nad projektami oznaczonymi R.XIV i R.XV. Oblot nowej maszyny został wykonany przez Władysława Szulczewskiego 5 czerwca 1930 r. Następnie przeprowadzono próby w Instytucie Badań Techniki Lotniczej. Po ich zakończeniu wyprodukowano serię 15 egzemplarzy samolotu R.XIV, które przekazano wojsku. Ostatni samolot z tej serii, oznaczony numerem 54.15 stał się prototypem samolotu R.XIII. Departament Aeronautyki w lipcu 1930 r. złożył zamówienie na 50 maszyn R.XIII.
Produkcję seryjną rozpoczęto 17 września 1931 r. Pierwszy Lublin R.XIIIA wszedł do służby 7 czerwca 1932 r. Wszystkie samoloty z serii A w liczbie 50 sztuk zostały zmodyfikowane i otrzymały oznaczenie R.XIIIB. Następnie opracowano wersje ulepszone aerodynamicznie C i D.

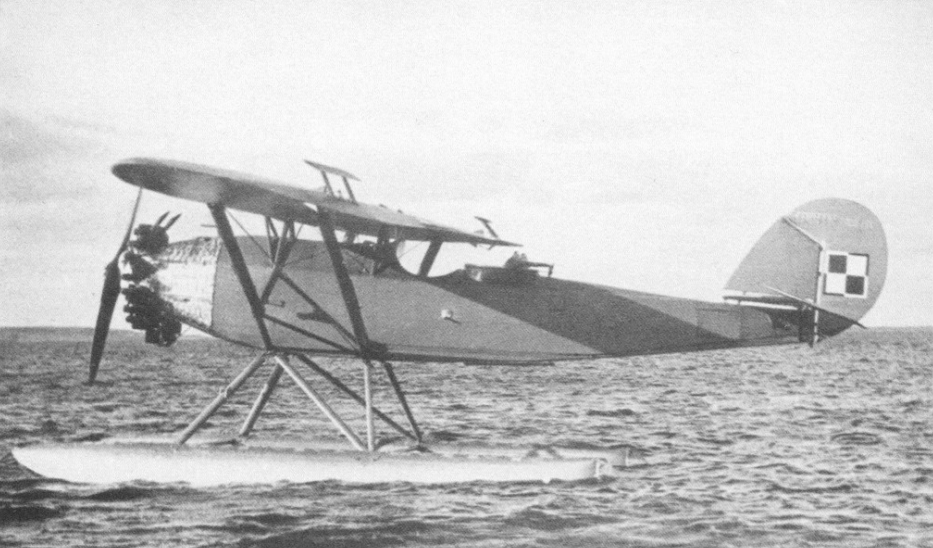
Lublin R.XIII bis/hydro

W 1934 r. opracowano wersję z pływakami dla marynarki wojennej, oznaczaną R.XIIIter. Posiadała ona nieco zwiększone wymiary oraz gorsze osiągi. Kolejna wersja R.XIIIE miała wzmocniony płat i 4 wyrzutniki bombowe, jednak nie została skierowana do produkcji seryjnej. Ostatnią wersją była wersja R.XIIIF produkowana od 1934 r.
Łącznie wyprodukowano 273 samoloty wszystkich wersji.
Nielatającą replikę Lublina R.XIIIG/hydro można oglądać w Muzeum MDLOT w Pucku.

## Wersje samolotu[1]
- R.XIII – prototyp (nr seryjny 56.1)
- R.XIIIA – 30 egz. wyprodukowane w 1931 r. (nr seryjne 56.2-56.31)
- R.XIIIB – 20 egz. wyprodukowane w 1932 r. (nr seryjne 56.32-56.51)
- R.XIIIC – 48 egz. wyprodukowane w 1933 r. (nr seryjne 56.52-56.99)
- R.XIIID – 95 egz. wyprodukowane w 1933 r. (nr seryjne 56.102-56.196)
- R.XIIIE – prototyp z 1934 r. z silnikiem 360 PS Gnôme-Rhône 7K Titan (nr seryjny 56.100)
- R.XIIIF – 58 egz. wyprodukowane w 1934 r. (nr seryjne 56.101, 58.01-58.57)
- R.XIII bis/hydro – 4 egz. wyprodukowane w 1931 r. (nr seryjne 700-703)
- R.XIII ter/hydro – 10 egz. wyprodukowane w 1934 r. (nr seryjne 704-713)
- R.XIIIG – 6 egz. wyprodukowane w 1934 r. (nr seryjne 714-720)
- R.XIII Dr Błękitny Ptak – samolot rajdowy, 1 egz. wyprodukowany w 1933 r. (nr seryjny 56.51)
- R.XIII t – wersja szkolna, powstała z przerobienia w 1934 r. z 8 egz. wersji R.XIIIA (nr seryjny 56.10, 56.22, 56.34, 56.35, 56.37, 56.41, 56.46 i 56.47) 4 egz. wersji R.XIIIC (nr seryjny 56.56-56.59).
- R.XIX – samolot z usterzeniem motylkowym przebudowany w 1932 r. z egz. nr 56.1

## Konstrukcja
Dwumiejscowy górnopłat zastrzałowy (parasol) z podwoziem stałym o konstrukcji mieszanej.
Kadłub spawany z rur stalowych, kryty płótnem oraz (z przodu i od góry) blachą duralową. Łoże silnika spawane z rur stalowych. Przed kabiną znajdował się zbiornik paliwa o pojemności 200 litrów. Tablica przyrządów pilota wyposażona w busolę, sztuczny horyzont, obrotomierz, wskaźniki paliwa i oleju, zegar, dwa wysokościomierze, prędkościomierz z chyłomierzem i zakrętomierzem. W tylnej kabinie była możliwość zabudowy aparatu do zdjęć pionowych i radiostacji. Pod kadłubem był umieszczony podchwytywacz meldunków. Masa silnika: Škoda – 250 kg, Gnome-Rhône – 280 kg. Podwozie dwukołowe z płozą ogonową. Morski Dywizjon Lotniczy Marynarki Wojennej używał R.XIIIter w wersji z pływakami (wodnosamolot) o masie własnej 998 kg.
Skrzydło o obrysie eliptycznym, dwudzielne, dwudźwigarowe, drewniane, kryte płótnem, wsparte na piramidce i zastrzałach. Lotki z klapkami odciążającymi.
Usterzenie spawane z rur, kryte płótnem. Statecznik pionowy usztywniony cięgnami stalowymi.

## Użycie bojowe
W 1939 r. w eskadrach polskiego lotnictwa było 150 samolotów R.XIII, w tym 50 w wersjach R.XIIID i R.XIIIC w jednostkach bojowych, 30 sztuk w szkolnictwie, 30 sztuk w rezerwie i około 40 sztuk w remontach. Samoloty trafiły do 16, 26, 36, 43, 46, 56 i 66 eskadry obserwacyjnej.
W czasie kampanii wrześniowej 40 samolotów tego typu uległo zniszczeniu, a 10 udało się ewakuować do Rumunii. Jeden R.XIII wylądował w ZSRR, jeden na Węgrzech i jeden na Słowacji.